# Nasahdjo
Nasahdjo (ang. Nasah dyo) – bóstwo newarskie, manifestacja boga Śiwy. Patronujące muzyce, tańcowi i teatrowi. Przyrównywane jest do indyjskiego boga Nataradźi i Nryteśwary. Nasadyo reprezentowany jest, poza rzadkimi przedstawieniami ikonograficznymi, jako trójkątny otwór w tylnej ściance świątynki lub ołtarza jemu dedykowanych. Newarowie ofiarują  mu ofiary zwierzęce lub ich krew, alkohol, piwo, żywność.